# Ratpenat de Schaub
El ratpenat de Schaub (Myotis schaubi) és una espècie de ratpenat de la família dels vespertiliònids. Viu a Armènia i l'Iran. També se n'ha trobat un exemplar fòssil a Hongria. Els seus hàbitats naturals són els boscos i els matollars, on nia en coves, escletxes a les roques i edificis. Es desconeix si hi ha cap amenaça significativa per a la supervivència d'aquesta espècie.